# Richard Barrer
Richard Maling Barrer FRS (16 de junio de 1910 – 12 de septiembre de 1996) fue un químico nacido en Nueva Zelanda. Sus áreas de investigación incluyen la permeabilidad gaseosa de las membranas y la investigación sobre las zeolitas; también dio su nombre a la zeolita Barrerita. El Barrer, una unidad de permeabilidad a los gases, también se debe a él.

## Vida
Hijo de unos pastores de ovejas de Nueva Zelanda, Barrer se licenció en el Canterbury College (ahora Universidad de Canterbury), en Christchurch, Nueva Zelanda. En 1932 recibió una Beca que le permitió estudiar en el Laboratorio de Ciencias de Eric Ridealde la Universidad de Cambridge. Recibió su Doctorado en Cambridge, en el año 1935 y sus DSc en 1937 (Nueva Zelanda) y 1938 (Cambridge).
Fue becario de investigación en el Clare College de Cambridge entre 1937 y 1939, jefe de Química en Bradford 1939-1946, enseñó en el Bedford College, Universidad de Londres, 1946 y 1948, profesor de Química en la Universidad de Aberdeen 1948-54, y profesor de Química en el Imperial College, de Londres entre 1954 y 1976. Fue elegido miembro de la Royal Society en 1956.
Escribió 400 artículos, 3 monográficos y registró 21 patentes. Barrer fue el primero en crear una zeolita sintética sin una contraparte natural en 1948.
La Real Sociedad de Química y la Sociedad de Industria Química dan el Premio Richard Barrer cada tres años por trabajos en la química inorgánica porosa.
Murió el 12 de septiembre de 1996 en Chislehurst, Londres debido al cáncer.